# Jaśkiewicze (rejon miński)
Jaśkiewicze (biał. Еськавічы, Jeśkawiczy; ros. Еськовичи, Jeśkowiczi) – wieś na Białorusi, w obwodzie mińskim, w rejonie mińskim, w sielsowiecie Krupica.
Pod polską administracją w latach 1919–1920 w okręgu mińskim Zarządu Cywilnego Ziem Wschodnich.